# Puchar CEV siatkarek (1981/1982)
Puchar CEV siatkarek 1981/1982 – 2. sezon turnieju rozgrywanego od 1980 roku, organizowanego przez Europejską Konfederację Piłki Siatkowej (CEV) w ramach europejskich pucharów dla żeńskich klubowych zespołów siatkarskich "starego kontynentu".

## Drużyny uczestniczące
- Mobili Cesena
- Temse Dames
- VCH Van Houten
- VfL Oythe
- USC Münster
- Hermes Oostende
- Wüstenrot Salzburg
- Ubbink/Orion Doetinchem
- Hispano Frances Barcelona
- Lausanne UC
- Lions Baby Ancona
- 1. VC Schwerte

## Rozgrywki

### Runda wstępna
| Data       | Drużyna 1      | Wynik | Drużyna 2   | Sety             |
| ---------- | -------------- | ----- | ----------- | ---------------- |
| 07.11.1981 | Mobili Cecina  | :     | Temse Dames |                  |
| 14.11.1981 | Mobili Cecina  | :     | Temse Dames |                  |
| 07.11.1981 | VCH Van Houten | 3:0   | VfL Oythe   | 15:8, 15:4, 15:4 |
| 14.11.1981 | VCH Van Houten | 3:0   | VfL Oythe   |                  |

### 1/8 finału
| Data       | Drużyna 1                 | Wynik | Drużyna 2               | Sety                    |
| ---------- | ------------------------- | ----- | ----------------------- | ----------------------- |
| ::.12.1981 | USC Münster               | 3:0   | Hermes Oostende         |                         |
| 20.12.1981 | USC Münster               | 1:3   | Hermes Oostende         |                         |
| ::.01.1982 | Wüstenrot Salzburg        | 0:3   | Ubbink/Orion Doetinchem |                         |
| ::.01.1982 | Wüstenrot Salzburg        | 0:3   | Ubbink/Orion Doetinchem |                         |
| 20.12.1981 | Hispano Frances Barcelona | :     | Lausanne UC             | 1:15, 6:15, 2:15        |
| 21.12.1981 | Hispano Frances Barcelona | 0:3   | Lausanne UC             |                         |
| 13.12.1981 | VCH Van Houten            | 3:1   | Temse Dames             | 15:7, 0:15, 15:3, 16:14 |
| 20.12.1981 | VCH Van Houten            | 2:3   | Temse Dames             |                         |

### 1/4 finału
| Data       | Drużyna 1               | Wynik | Drużyna 2   | Sety |
| ---------- | ----------------------- | ----- | ----------- | ---- |
| ::.01.1982 | USC Münster             |       |             |      |
| ::.01.1982 | USC Münster             |       |             |      |
| ::.01.1982 | Lions Baby Ancona       |       |             |      |
| ::.01.1982 | Lions Baby Ancona       |       |             |      |
| ::.01.1982 | Ubbink/Orion Doetinchem |       |             |      |
| ::.01.1982 | Ubbink/Orion Doetinchem |       |             |      |
| ::.01.1982 | VCH Van Houten          | :     | VC Schwerte |      |
| ::.01.1982 | VCH Van Houten          | :     | VC Schwerte |      |

### Turniej finałowy
Rheine
Tabela
| Lp. | Drużyna                 | Pkt | Mecze | Mecze | Mecze | Sety | Sety | Sety  |
| Lp. | Drużyna                 | Pkt | M     | W     | P     | wyg. | prz. | ratio |
| --- | ----------------------- | --- | ----- | ----- | ----- | ---- | ---- | ----- |
| 1   | USC Münster             | 6   | 3     | 3     | 0     | 9    | 1    | 9.000 |
| 2   | Lions Baby Ancona       | 5   | 3     | 2     | 1     | 6    | 7    | 0.857 |
| 3   | Ubbink/Orion Doetinchem | 4   | 3     | 1     | 2     | 5    | 8    | 0.625 |
| 4   | VCH Van Houten          | 3   | 3     | 0     | 3     | 5    | 9    | 0.556 |

Wyniki
| Data       | Drużyna 1               | Wynik | Drużyna 2               | Sety                           |
| ---------- | ----------------------- | ----- | ----------------------- | ------------------------------ |
| 12.02.1982 | Lions Baby Ancona       | 3:2   | VCH Van Houten          | 10:15, 3:15, 15:4, 15:2, 15:7  |
| 12.02.1982 | USC Münster             | 3:0   | Ubbink/Orion Doetinchem |                                |
|            |                         |       |                         |                                |
| 13.02.1982 | Ubbink/Orion Doetinchem | 3:2   | VCH Van Houten          | 13:15, 7:15, 15:5, 15:7, 15:12 |
| 13.02.1982 | USC Münster             | 3:    | Lions Baby Ancona       |                                |
|            |                         |       |                         |                                |
| 14.02.1982 | Lions Baby Ancona       | 3:2   | Ubbink/Orion Doetinchem |                                |
| 14.02.1982 | USC Münster             | 3:1   | VCH Van Houten          | 15:7, 12:15, 15:10, 15:7       |

## Klasyfikacja końcowa
| Miejsce | Drużyna                 |
| ------- | ----------------------- |
| złoto   | USC Münster             |
| srebro  | Lions Baby Ancona       |
| brąz    | Ubbink/Orion Doetinchem |
| 4.      | VCH Van Houten          |